# Thierry Marichal
Thierry Marichal (Leuze-en-Hainaut, Hainaut, 13 de juny de 1973) és un ciclista belga que fou professional entre 1996 i 2007. Un cop retirat, ha passat a ocupar tasques de director esportiu en diferents equips.
En el seu palmarès destaca la victòria al Tour de la Regió Valona de 1997 i a Le Samyn de 1999.

## Palmarès
- 1997
  - 1r al Tour de la Regió Valona
- 1999
  - 1r a Le Samyn
  - Vencedor d'una etapa del Tour de l'Oise
- 2000
  - Vencedor d'una etapa del Circuit Francobelga
  - Vencedor d'una etapa de la Volta a Baviera
- 2005
  - 1r al Duo Normand, amb Sylvain Chavanel

### Resultats al Tour de França
- 1999. 128è de la classificació general
- 2000. 101è de la classificació general
- 2002. 126è de la classificació general
- 2004. 101è de la classificació general
- 2005. 127è de la classificació general

### Resultats a la Volta a Espanya
- 2006. 45è de la classificació general

### Resultats al Giro d'Itàlia
- 2005. 125è de la classificació general
- 2006. Abandona (7a etapa)